# Debeli Lug (Majdanepek)
Debeli Lug (em cirílico:Дебели Луг) é uma vila da Sérvia localizada no município de Majdanpek, pertencente ao distrito de Bor, na região de Timočka Krajina. A sua população era de 458 habitantes segundo o censo de 2002.

## Demografia
| 1948 | 1953 | 1961 | 1971 | 1981 | 1991 | 2002 |
| ---- | ---- | ---- | ---- | ---- | ---- | ---- |
| 448  | 717  | 543  | 801  | 666  | 507  | 458  |